# Deudorix rectivitta
Deudorix rectivitta är en fjärilsart som beskrevs av Moore 1879. Deudorix rectivitta ingår i släktet Deudorix och familjen juvelvingar. Inga underarter finns listade i Catalogue of Life.